# 스케일노돈토이데스
스케일노돈토이데스(Scalenodontoides)는 트라이아스기 남아공에 살았던 초식성 키노돈트이며 모식종이자 현재 유일한 종은 스케일노돈토이데스 마크로돈테스(Scalenodontoides macrodontes)이다. 학명은 크롬프톤(A. W. Crompton)과 엘렌버거(F. Ellenberger)에 의해 명명되었다. 아르크토트레버소돈 플레미로돈(Arctotraversodon plemmyrodon)은 원래 스케일노돈토이데스의 한 종으로 분류되었으나 1992년, 지금의 아르크토트레버소돈속으로 재분류되었다.